# Kim Ye-lim
Kim Ye-lim (* 23. Januar 2003 in Seoul) ist eine südkoreanische Eiskunstläuferin, die im Einzellauf startet. Im Jahr 2021 wurde sie südkoreanische Meisterin im Eiskunstlauf. Ihr bislang größter Erfolg ist der Gewinn der Silbermedaille bei den Vier-Kontinente-Meisterschaften 2023.
Kim studiert an der Universität Dankook.

## Ergebnisse
Bei ihren ersten Eiskunstlauf-Weltmeisterschaften 2021  in Stockholm erreichte Kim den 11. Platz, zwei Jahre später belegte sie Platz 18. Bei den Olympischen Winterspielen 2022 in Peking belegte sie den 9. Platz.
An den Vier-Kontinente-Meisterschaften nahm sie erstmals 2019 teil und belegte Platz 8. Im Jahr darauf landete sie auf dem 6. Platz. 2022 holte sie Bronze und gewann somit ihre erste bedeutende internationale Medaille. Im folgenden Jahr verbesserte sie sich noch auf den Silberrang.